# Deryneia (Vogelschutzgebiet)
Das europäische Vogelschutzgebiet Deryneia liegt im Westen der Insel Zypern in der UN-Pufferzone östlich der Ortschaft Deryneia und nördlich von Paralimni. Das 5,7 ha große Gebiet umfasst eine Steilküste an der zyprischen Ostküste. Der Küstenstreifen wird von Phrygana-Vegetation dominiert und ist durch seine Lage in der Pufferzone sehr störungsarm. Der Küstenabschnitt ist ein wichtiges Rasthabitat für Zugvögel, wie den Wüstenregenpfeifer und andere Limikolen sowie für Singvögel.
Deryneia ist das kleinste der zyprischen Vogelschutzgebiete. Es wurde im Jahr 2021 als Vogelschutzgebiet gemeldet.

## Schutzzweck
Folgende Vogelarten sind für das Gebiet gemeldet; Arten, die im Anhang I der Vogelschutzrichtlinie geführt sind, sind mit * gekennzeichnet:
| EU Code | * | Art                  | wissenschaftlicher Name  |
| ------- | - | -------------------- | ------------------------ |
| A247    |   | Feldlerche           | Alauda arvensis          |
| A229    | * | Eisvogel             | Alcedo atthis            |
| A133    | * | Triel                | Burhinus oedicnemus      |
| A138    | * | Seeregenpfeifer      | Charadrius alexandrinus  |
| A516    |   | Wüstenregenpfeifer   | Charadrius leschenaultii |
| A181    | * | Korallenmöwe         | Larus audouinii          |
| A467    | * | Zypernsteinschmätzer | Oenanthe cypriaca        |